# Etymologický slovník
Etymologický slovník podává poučení o vzniku a vývoji slov (jejich etymologii). Některé výklady se považují za věrohodné, jiné jsou spíše domněnkami; někdy existuje více (více nebo méně pravděpodobných) možných řešení.

## Etymologické slovníky češtiny
vědecké
- Josef Holub: Stručný slovník etymologický jazyka československého (1933)
- Josef Holub – František Kopečný: Etymologický slovník jazyka českého (1952)
- Josef Holub – Stanislav Lyer: Stručný etymologický slovník jazyka českého se zvláštním zřetelem k slovům kulturním a cizím (1967)[1]
- Václav Machek: Etymologický slovník jazyka českého a slovenského (1957)
- Václav Machek: Etymologický slovník jazyka českého (1968, 1971)
- Jiří Rejzek: Český etymologický slovník (2001)

ostatní
Přístupné online:
http://sehrg.at.ua/_ld/0/55_rejzek_j_cesky_.pdf
- Slovník nespisovné češtiny – zachycuje mnohé (zejména expresivní nebo přímo vulgární) výrazy v konvenčních slovnících nezachycené; u některých hesel podává i jejich etymologii

## Etymologické slovníky angličtiny
- souborná databáze http://www.etymonline.com

## Etymologické slovníky němčiny
- Duden: Herkunftswörterbuch
- F. Kluge: Etymologisches Wörterbuch der deutschen Sprache
- Etymologisches Wörterbuch des Deutschen (akademický)

## Ostatní
- Etymologický slovník slovanských jazyků: slova gramatická a zájmena (1973, 1980, 2010)
- Indogermánský etymologický slovník

## Frazeologické slovníky
O původu frazémů, tedy přísloví, rčení a ustálených obratů pojednává Slovník české frazeologie a idiomatiky, případně popularizační práce jako Zakopaný pes, 222x proč se říká, Zákulisí slov, Nejde jen o slova, Zahrada ochočených slov: jazyková zákampí, Jazykové sloupky Českého rozhlasu; Jádro pudla Josefa Krátkého; Tisíciletá, Jazyčník, Otisky Dušana Šlosara aj.